# Tiangong 1
Tiangong 1 (chinois : 天宫一号 ; pinyin : Tiāngōng yīhào ; litt. « Palais Céleste 1 ») est la première  station spatiale développée par l'agence spatiale chinoise CNSA. Elle a été placée en orbite basse  le 29 septembre 2011. Des vaisseaux Shenzhou se sont amarrés à la station spatiale dans le cadre de trois missions qui se sont déroulées sur la période 2011-2013. La première mission sans équipage a permis de tester les manœuvres d'amarrage automatique. Deux équipages de trois astronautes, Shenzhou-9 (2012) et Shenzhou-10 (2013), ont séjourné par la suite respectivement 13 et 14 jours dans la station.
Les responsables chinois ont décidé de maintenir la station spatiale en activité après la visite du deuxième équipage pour évaluer la longévité des équipements et continuer à recueillir des images à l'aide des deux caméras à haute résolution embarquées. Les moteurs-fusées de Tiangong ont régulièrement été mis à contribution pour relever l'altitude de la station spatiale freinée par l'atmosphère résiduelle. La dernière manœuvre de ce type est intervenue en novembre 2015 et les responsables chinois ont annoncé début 2016 que la mission de Tiangong 1 était achevée. L'altitude de la station spatiale s'est dégradée régulièrement et le 2 avril 2018 la station spatiale a entamé une rentrée atmosphérique non contrôlée avant de se désintégrer au-dessus du milieu de l'océan Pacifique Sud. Les restes de la station se sont abimés dans l'océan 1 630 jours après le lancement.
Limitée par les capacités des lanceurs chinois disponibles à l'époque de son lancement, la station spatiale Tiangong 1 est un engin de petite taille (8,5 tonnes et volume habitable de 15 m3) comparé aux stations spatiales analogues lancées par le passé par les États-Unis et l'Union soviétique. Elle ne constitue qu'un prototype de la station spatiale chinoise future comprenant 3 modules de 20 tonnes qui doit être placée en orbite au début de la décennie 2020 à l'aide de la fusée lourde chinoise Longue Marche 5. Sans attendre cette phase, une deuxième station similaire à Tiangong 1 et baptisée Tiangong 2 a été placée en orbite le 15 septembre 2016.

## Historique du projet
Au début des années 1970, les autorités chinoises jettent les grandes lignes d'un programme spatial habité incluant le lancement d'une station spatiale. Mais ce n'est qu'en 1992, après la disparition des obstacles politiques et économiques que le programme spatial habité chinois, baptisé Projet 921, peut se concrétiser. La première phase du programme consiste à mettre au point les vols habités à bord du vaisseau spatial Shenzhou. Après une série de sept vols sans échec, la deuxième phase du programme consacrée au développement d'une station spatiale est lancée.
Le site officiel du bureau d'études chargé de la conception des vols habités donne en 2008 une très brève description de Tiangong 1 ainsi que de Tiangong 2 et Tiangong 3, deux laboratoires spatiaux qui doivent succéder à Tiangong 1 avant 2015 selon le calendrier de l'époque. Une maquette de la station spatiale est dévoilée au cours du programme de célébration du Nouvel An chinois, le 25 janvier 2009, sur la chaîne de télévision CCTV.

## Objectifs de la mission
Tiangong 1 doit permettre de valider la technique du rendez-vous spatial automatique, mettre au point les composants d'une station spatiale et expérimenter le séjour d'un équipage. Tiangong 1 est une station de petite taille (8,5 tonnes), comparée à ses homologues russe Mir, américaine Skylab, et internationale ISS. Sa taille réduite ainsi que l'absence d'un deuxième système d'amarrage n'autorise que des missions habitées de courte durée. Trois missions Shenzhou se sont amarrées à la station spatiale Tiangong 1 au cours de la période 2011-2013. La première mission sans équipage Shenzhou-8  avait pour objectif de valider les techniques d'amarrage. Deux équipages dans le cadre des missions Shenzhou-9  et Shenzhou-10 ont testé d'une part la technique d'amarrage manuel et d'autre part les opérations à bord d'une station spatiale, s'est également déroulée avec succès en juin 2012.

## Caractéristiques techniques
Peu d'informations officielles sont disponibles sur les caractéristiques de la station spatiale Tiangong 1. Celle-ci a la forme d'un cylindre d'une longueur de 10,4 mètres et d'un diamètre maximal de 2,8 mètres constitué de deux sous-ensembles : le module de service non habitable de diamètre réduit dans lequel se trouvent les équipements chargés de la production d'énergie ainsi que la propulsion principale et le module orbital, pressurisé, qui sert à la fois de lieu de vie et de travail. Cette architecture s'inspire de celle de la première station spatiale russe Saliout mais à une échelle réduite car le lanceur chinois le plus puissant (Longue Marche 2F) ne permet de lancer que les 8,4 tonnes de la station soit la moitié de la masse de la première station soviétique Saliout (18,5 tonnes).

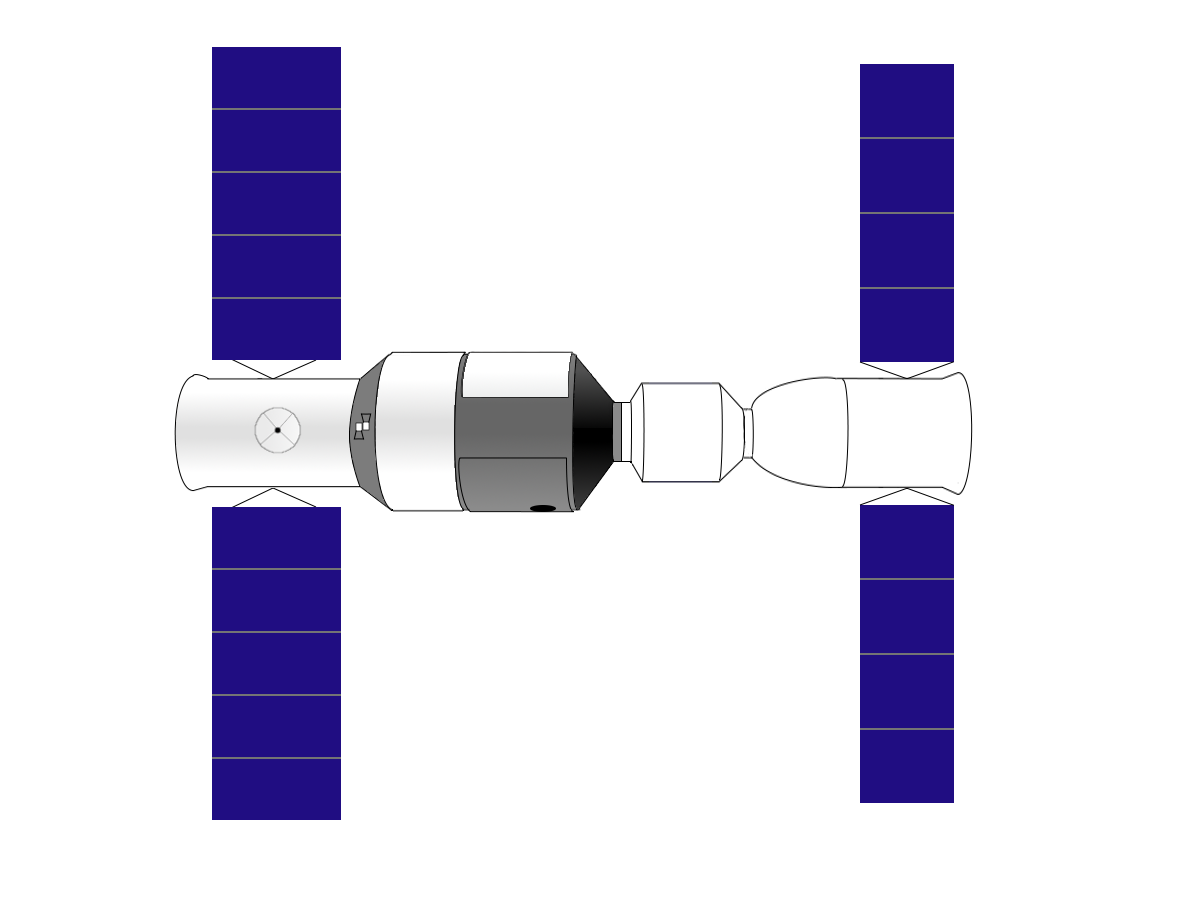
Schéma de Tiangong 1 (à gauche dans le schéma) amarré au vaisseau Shenzhou.

Sur ces 8,4 tonnes, le module de service représente 3,5 tonnes. Celui-ci dérive du module de service du vaisseau Shenzhou. Il comprend les réservoirs de carburant, d'oxygène et d'eau qui permettent à un équipage de trois personnes de séjourner durant quinze jours. La propulsion comprend deux moteurs-fusées dotés de tuyères allongées et brûlant un mélange hypergolique de méthylhydrazine et de peroxyde d'azote qui permettent d'effectuer les corrections de trajectoire. Huit petits moteurs verniers situés à la base du module sont utilisés pour les ajustements fins. 4 groupes de deux petits propulseurs sont utilisés pour le contrôle de l'orientation de la station en lacet et tangage. Les ergols sont sans doute stockés dans quatre réservoirs de 230 litres pouvant contenir en tout environ 1 tonne de carburant. Les ergols sont pressurisés avant injection dans les moteurs-fusées à l'aide d'hélium stocké sous haute pression dans deux réservoirs de 20 litres. Le contrôle du roulis est effectué à l'aide d'autres petits propulseurs. Deux panneaux solaires (dimension 3,1 × 10 m) composés chacun de quatre sections et fixés sur le module de service fournissent en moyenne 2,6 kW d'énergie électrique (6 kW en pointe). Ils sont en permanence orientés automatiquement vers le Soleil grâce à des capteurs solaires dédiés. Les panneaux solaires sont déployés en orbite et portent l'envergure de la station à 23 mètres. L'énergie est stockée dans des batteries zinc-argent. Comme les vaisseaux Shenzhou, le circuit électrique distribue l'électricité sous un voltage de 28 volts,.
Le module orbital est un nouveau développement. Il est doté d'un unique port d'amarrage de type APAS inspiré du système russe et situé à son extrémité dans le prolongement de l'axe du cylindre. Le système d'amarrage est passif c'est-à-dire que la partie active doit être présente sur le vaisseau venant s'amarrer à la station. Le diamètre intérieur de l'écoutille est de 80 centimètres. L'espace habitable est d'environ 14,4 m3 (2 × 1,8 × 4 m). L'absence d'un deuxième système d'amarrage ne permet pas le ravitaillement par un vaisseau cargo ou le relais d'un équipage par un autre. La station dispose d'un système de support vie qui permet le séjour d'un équipage mais l'absence de système de recyclage de l'oxygène et de l'eau ainsi que l'impossibilité de faire accoster un vaisseau de ravitaillement limite la durée des séjours,.
La station spatiale emporte plusieurs instruments destinées à recueillir des données scientifiques :
- La caméra HSI (Hyperspectral Imager) installée dans le module de service recueille des images de la Terre dans plusieurs bandes spectrales de la Terre
- Sciences des matériaux : expériences de croissance des cristaux
- Instruments de détection et d'analyse des particules énergétiques d'origine solaire, de mesure des caractéristiques physiques et chimiques de l'atmosphère et des perturbations de l'ionosphère.

| Caractéristique               | Tiangong 1    | Saliout 4         | Skylab                 | Saliout 6         | Mir              | Station spatiale internationale          |
| ----------------------------- | ------------- | ----------------- | ---------------------- | ----------------- | ---------------- | ---------------------------------------- |
| Pays                          | Chine         | Union soviétique  | États-Unis             | Union soviétique  | Union soviétique | États-Unis-Russie Japon-Europe-Canada    |
| Période opérationnelle        | 9/2011-3/2016 | 12/1974-7/1975    | 5/1973-2/1974          | 10/1977 - 5/1981  | 3/1986-4/2000    | 10/2000 -                                |
| Masse totale                  | 8,5 t.        | 18,5 t.           | 90 t.                  | 18,5 t.           | 124 t.           | 400 t.                                   |
| Modules pressurisés           | 1             | 1                 | 3                      | 1                 | 7                | 17                                       |
| Volume pressurisé             | 15 m3         | 100 m3            | 320 m3                 | 100 m3            | 350 m3           | 400 m3 utilisables                       |
| Équipage permanent            | 3             | 2                 | 3                      | 3                 | 3                | 6                                        |
| Ports d'amarrage              | 1             | 1                 | 2                      | 2                 | 5                | ~10                                      |
| Énergie électrique            |               | 4 kW              | 10 kW (7 kW effectifs) | 4 kW              | 42 kW            | 110 kW                                   |
| Contrôle d'attitude principal |               | moteurs chimiques | gyroscopes             | moteurs chimiques | gyroscopes       | gyroscopes                               |
| Ravitaillement                | non           | non               | non                    | Progress          | Progress         | Navette spatiale américaine, Progress... |

## Déroulement de la mission
Tiangong 1 est lancée le 29 septembre 2011, sans équipage à bord, par une fusée Longue Marche 2F depuis le Centre spatial de Jiuquan situé dans le désert de Gobi au nord-est de la Chine. Cette base de lancement est utilisée pour tous les vols du programme spatial habité chinois. La station est placée par son lanceur sur une orbite basse de 335 × 353 km avec une inclinaison de 42,8°. Sa durée de vie opérationnelle est de deux ans.

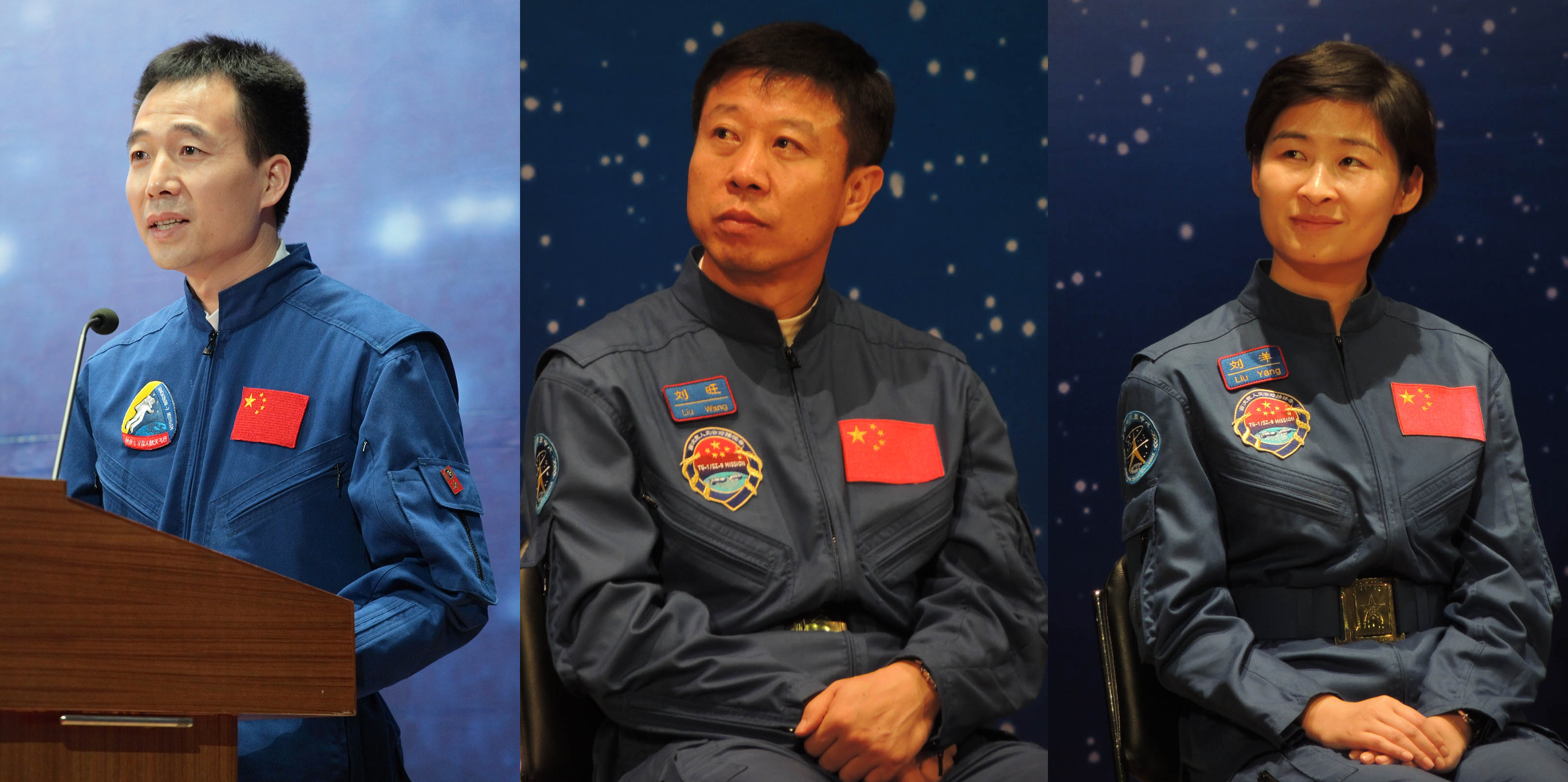
Les trois membres de l'équipage de Shenzhou 9. Liu Yang, première femme astronaute chinoise se trouve à droite.

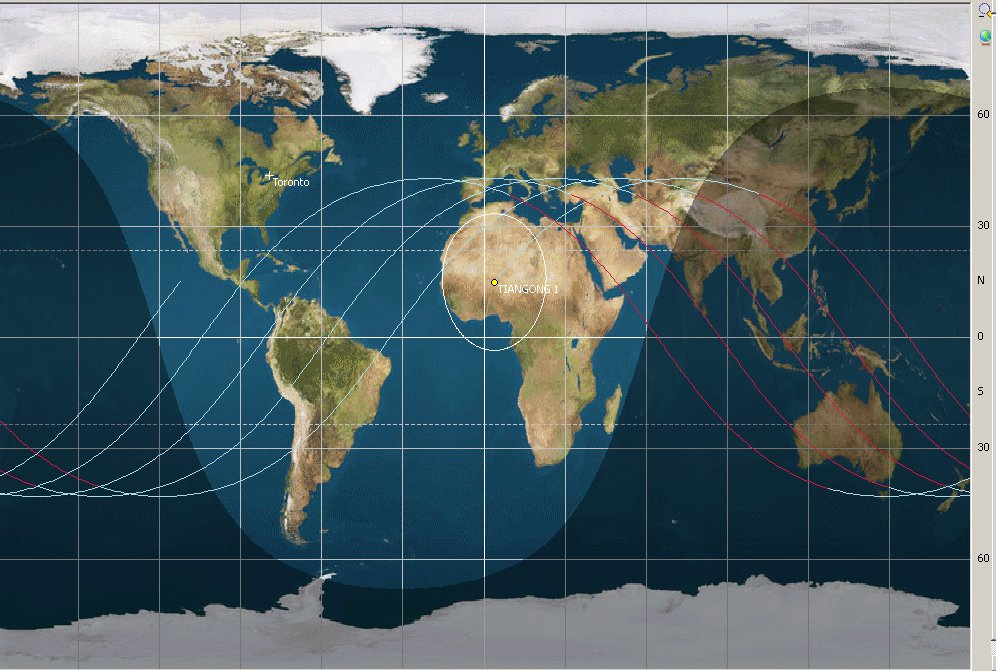
Orbite de Tiangong-1 en juin 2013.

Un premier test de rendez-vous spatial et d'amarrage a lieu le 2 novembre à 17h38 GMT avec le vaisseau Shenzhou 8 lancé sans équipage deux jours plus tôt. L'amarrage se fait en mode automatique en utilisant une combinaison d'équipements comprenant un radar, un télémètre laser et des capteurs optiques. L'opération qui est contrôlée depuis le sol se déroule de manière nominale. L'objectif de cette mission est d'effectuer une répétition du mode d'assemblage des modules de la future grande station spatiale chinoise qui s'effectuera également sans équipage. Une nouvelle mission, Shenzhou 9, est lancée le 16 juin 2012, cette fois-ci avec un équipage composé de Jing Haipeng, Liu Wang et Liu Yang première femme astronaute chinoise. Après deux jours de manœuvres orbitales, le vaisseau est amarré à la station en mode automatique. Durant les six jours suivants, l'équipage réalise à bord de la station spatiale plusieurs expériences scientifiques. Le 24 juin l'équipage réintègre brièvement le vaisseau Shenzhou et s'éloigne de 400 mètres de la station spatiale avant d'entamer une manœuvre d'amarrage cette fois complètement manuelle qui se déroule de manière nominale. L'équipage réintègre alors la station spatiale et entame pour une durée de six jours une nouvelle série de tests à bord du laboratoire spatial. L'équipage revient sur Terre le 29 juin.
Le 4 février 2013, l'orbite de Tiangong 1 est remontée à 348 × 370 kilomètres afin d'annuler la dégradation de l'orbite due à la traînée atmosphérique. Le 11 juin, alors que la station spatiale est retombée à une altitude de 314 kilomètres, un deuxième équipage à bord de Shenzhou 10 s'amarre à la station spatiale. L'équipage est composé de Nie Haisheng, de Zhang Xiaoguang et de  Wang Yaping  qui devient la seconde chinoise à voler dans l'espace. L'équipage revient sur Terre le 26 juin après avoir séjourné une dizaine de jours dans la station spatiale.
La station spatiale a été conçue pour fonctionner durant deux ans. Mais les responsables du programme spatial chinois décident après ces deux missions avec équipage de prolonger la vie de la station spatiale  pour étudier la longévité des équipements dans la perspective de la création d'une station spatiale de grande taille capable de rester en orbite durant une à deux décennies. Par la suite les opérateurs chinois utilisent tous les deux mois environ la propulsion de Tiangong 1 pour rehausser l'altitude de la station spatiale qui se dégrade en permanence sous l'action de l'atmosphère résiduelle. Les manœuvres sont effectuées de manière à maintenir en permanence l'altitude de la station au-dessus de 350 kilomètres et sa période orbitale à plus de 91,5 minutes. L'altitude dans ces cas est rehaussée à plus de 400 km manifestement pour réduire les forces de trainée et réduire la consommation d'ergols. La dernière manœuvre de ce type a lieu en novembre 2015.

## Rentrée atmosphérique

Graphique illustrant le déclin progressif de l'altitude de la station spatiale Tiangong 1.

Le 21 mars 2016, 1 630 jours après le lancement de Tiangong 1, certains spécialistes et média occidentaux annoncent que le centre de contrôle chinois a perdu la liaison qui lui permettait de piloter la station spatiale et que celle-ci a cessé de fonctionner à la suite d'une défaillance du système de recharge des batteries. En septembre de la même année, les responsables chinois indiquent que le vaisseau spatial retombera sur Terre au cours de la seconde moitié de 2017. La station semble devenue incontrôlable au moins depuis mai 2016. En janvier 2018, l'ingénieur aérospatial chinois Zhu Congpeng conteste les analyses des experts occidentaux dans un article du journal officiel du ministère des sciences et technologies chinois Science and Technology Daily en affirmant que la station est toujours sous contrôle et que sa retombée sur Terre sera dirigée de manière à ne représenter aucun danger : les débris non détruits durant la rentrée atmosphérique devraient tomber dans l'océan. Dans une note officielle à l'ONU datée du 9 décembre 2017, la Chine a annoncé que la rentrée atmosphérique était prévue entre le 10 février et le 21 mars 2018. Cette date ayant été dépassée, il devint évident que la Chine avait effectivement perdu le contrôle de la station spatiale. Sa désintégration finale se produit au-dessus du milieu de l'océan Pacifique Sud (position approximative 13,6°S 195,7°E à environ 780 km à l'est de l'archipel des Samoa) vers 0h15 heure UTC le 2 avril 2018. Des pêcheurs de l'île de Maupiti ont assisté au spectacle de la désintégration,.

## Suite du programme Tiangong

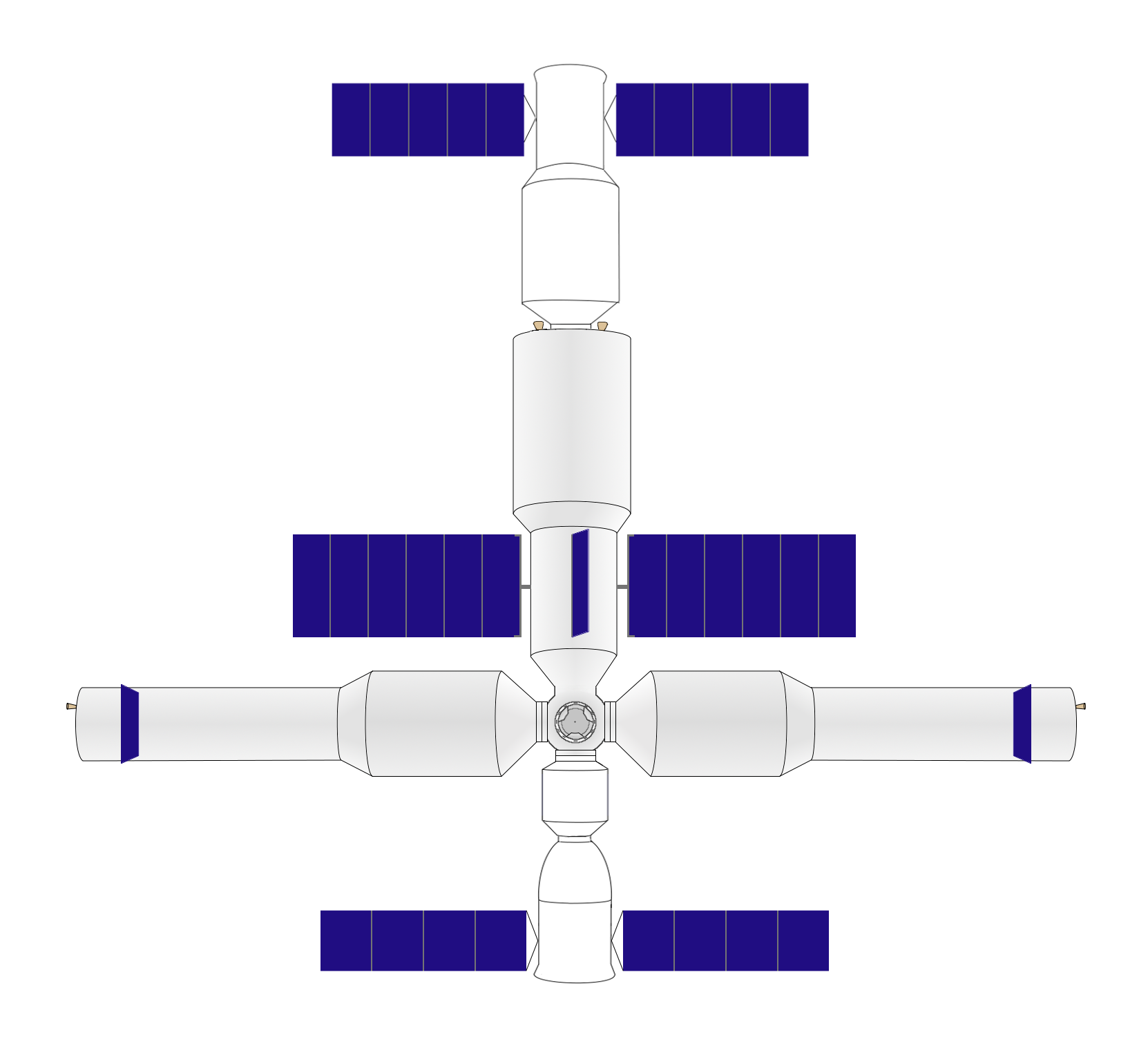
Diagramme hypothétique de la future station spatiale Tiangong 3.

Les responsables du programme spatial chinois ont programmé le lancement de deux autres stations spatiales similaires à Tiangong 1, Tiangong 2 et Tiangong 3, pour permettre des séjours plus longs et être ravitaillées par un cargo spatial. Tiangong 2 a été lancée le 15 septembre 2016 et été ravitaillée par le cargo spatial Tianzhou-1 d'une masse de 12 910 kg placé en orbite par le lanceur Longue Marche 7 tiré depuis la base de lancement de Wenchang. Tiangong 3 a été annulé.
En avril 2021 a été lancé le premier module d'une station spatiale chinoise de plus grande envergure. Elle comprend finalement trois modules de plus de 20 tonnes.